# تهاجم روسیه به جنوب اوکراین
تهاجم روسیه به جنوب اوکراین یک جنگ در حال انجام در تهاجم روسیه به اوکراین در سال ۲۰۲۲ برای کنترل جنوب اوکراین است. حمله در ۲۴ فوریه، پس از عبور نیروهای مسلح روسیه از مرز اوکراین و متعاقباً برخورد با نیروهای مسلح اوکراین آغاز شد.

## پیش‌زمینه

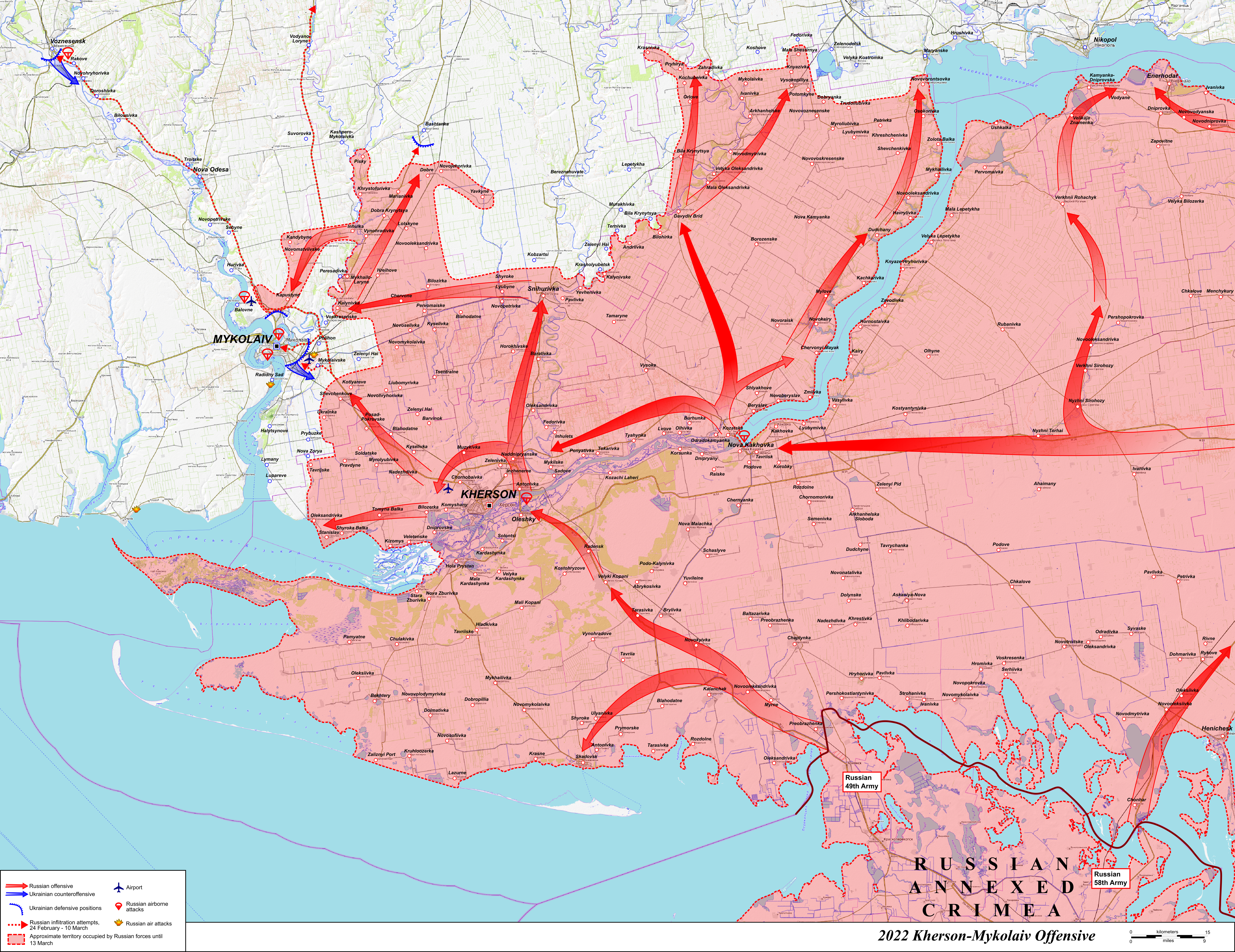
عکس از آرشیو ویکی مدیا

پس از انقلاب اوکراین در سال ۲۰۱۴، روسیه شبه‌جزیره کریمه را از اوکراین ضمیمه کرد. تحت حاکمیت روسیه، نیروهای روسی، کریمه را برای هشت سال بعد از آن در اشغال خود داشتند. حضور نظامی روسیه در این شبه‌جزیره در طول بحران روسیه و اوکراین با بیش از ۱۰٬۰۰۰ نیروی اضافی افزایش یافت.

## زمان‌بندی

### فوریه

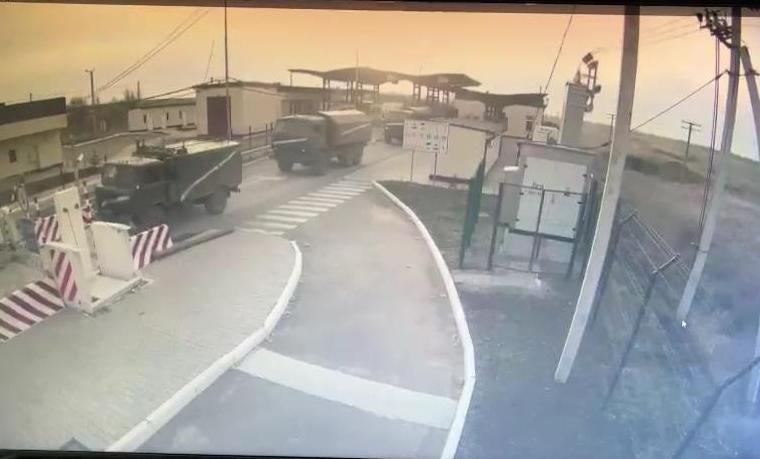
نیروهای روسیه در ۲۴ فوریه از کریمه وارد اوکراین شدند

اندکی پس از آن که ولادیمیر پوتین رئیس‌جمهور روسیه عملیات نظامی در اوکراین را اعلام کرد، نیروی هوایی روسیه شروع به پرتاب موشک‌های کروز و بالستیک به اهدافی در چندین شهر در استان خرسون کرد. با پشتیبانی هوایی، نیروهای مسلح روسیه سپس از طریق مناطقی از کریمه که پیشتر در سال ۲۰۱۴ به روسیه ضمیمه شده بود، وارد استان خرسون شدند.
نیروی دریایی روسیه از محاصرهٔ دریایی در دریای سیاه برای محدود کردن اوکراین از ارائهٔ پشتیبانی به یگان‌های واقع در نزدیکی استان خرسون و همچنین محدود کردن بازرگانی و جریان کالا به جنوب اوکراین بهره برد. تا ساعت ۳:۳۰ صبح به وقت محلی، اوکراین تمام ترابری بازرگانی در دریای آزوف را بسته بود و بیش از ۱۰۰ کشتی در بنادر گیر افتاده بودند.
تا پگاه روز ۲۵ فوریه، نیروهای روسی شهر نووا کاخوفکا را محاصره و تصرف کردند. کانال کریمهٔ شمالی نیز باز شد و عملاً انسداد طولانی‌مدت آب که پس از الحاق شبه‌جزیره به روسیه در سال ۲۰۱۴ به کریمه تحمیل شده بود، رفع شد. زمانی که نیروهای روسی از طریق منطقه جنوب شرقی خرسون به سمت ملیتوپول حرکت کردند، نبردها به استان زاپوریژیا گسترش یافت که پس از یک درگیری کوچک به نیروهای روسی در حال پیشروی تسلیم شدند.
در اواخر روز، نیروهای روسی پل آنتونوفسکی را به‌طور کامل تصرف کردند. نیروهای اوکراینی برای بازپس‌گیری کنترل شهر به ملیتوپل حملهٔ متقابل کردند.
در ۲۶ فوریه، به گفتهٔ ایگور کولیخایف، شهردار خرسون، یک حملهٔ هوایی توسط اوکراین، روس‌ها را مجبور به عقب‌نشینی از خرسون کرد و شهر را به کنترل اوکراین درآورد. نیروهای اوکراینی بعداً این پل را پس گرفتند.
در ۲۷ فوریه ایگور کوناشنکوف، سخنگوی وزارت دفاع روسیه اعلام کرد که شهر هنیچسک و فرودگاه بین‌المللی خرسون در بامداد به نیروهای روسیه تسلیم شده‌اند. بعداً نیروهای روسی قسمتی از خرسون را محاصره و تصرف کردند. آنها سرانجام توانستند بردیانسک را تصرف کنند. مقامات اوکراینی همچنین اعلام کردند که بخش‌هایی از خرسون را تصرف کرده‌اند.
بعداً در ۲۷ فوریه، گروهی از جنگنده‌های رومانیایی اوکراینی ظاهراً یک تانک روسی را در نزدیکی کاخوفکا زدند.

### مارس
در اوایل پگاه روز ۱ مارس، نیروهای روسی آغاز به یورش به خرسون از غرب کردند و از فرودگاه بین‌المللی خرسون به سمت بزرگراه به میکولایف پیشروی کردند. آنها توانستند شهر را محاصره کنند و به روستای همسایه کومیشانی رسیدند. در اواخر روز، نیروهای روسی وارد خرسون شدند.
ایوان فدوروف، شهردار ملیتوپل، اعلام کرد که نیروهای روسی شهر را اشغال کرده‌اند. یک مقام وزارت دفاع ایالات متحده نیز تأیید کرد که نیروهای روسی این شهر را تصرف کرده‌اند. نیرو های روسی در حال حمله به اوکراین هستند تاجایی که ایلان ماسک از شکست اوکراین در جنگ خبر داد